# Per Nørgård
Pour les articles homonymes, voir Nørgaard.
Per Nørgård, né le 13 juillet 1932 à Gentofte et mort le 28 mai 2025 à Copenhague (Hovedstaden), est un compositeur danois. Il est, après Carl Nielsen, et avec son contemporain Ib Nørholm, une figure majeure de la musique contemporaine danoise.

## Biographie
Per Nørgård naît le 13 juillet 1932 à Gentofte. 
Il fait ses études musicales à l'Académie royale du Danemark à Copenhague avec Vagn Holmboe et Finn Høffding, puis à Paris de 1956 à 1957 avec Nadia Boulanger. 
Ses premières compositions subissent l'influence des nordiques, principalement Sibelius et Nielsen. À partir des années 1960, il s'intéresse à des techniques d'écriture plus contemporaines, la musique sérielle et surtout il découvre le concept de série infinie. Sa première œuvre utilisant cette technique est Voyage à travers l'écran d'or de 1968. Le principe de la série infinie repose sur une superposition dans un même système, des portées de tempos de plus en plus lents et dont les cellules mélodiques sont obtenues par images de cellules de la première portée. Bien que ce principe s'applique tant aux gammes chromatiques qu'aux gammes diatoniques, Per Nørgård privilégie les gammes diatoniques (dans Gilgamesh, par exemple). Dans sa Symphonie no 3, il mélange la série infinie, des gammes majeures et mineures, des séries harmoniques et résonantes et des rapports rythmiques qui donnent naissance à une musique mouvante dont les éléments tout en variant sont en étroite interaction. Son style a évolué au cours des décennies. Ses premières compositions, notamment les sonates nos 1 et 2 pour piano comme sa première symphonie se caractérisent par une écriture dense. Si les œuvres suivantes gardent en intensité, le style s'épure à la mesure de ses propres recherches ; il atteint sa maturité à la fin des années 1960 quand Per Nørgård est en pleine possession de son langage et fait preuve d'une forte expressivité (Iris, Luna et Voyage à travers l'écran d'or). 
Au début des années 1980, Per Nørgård va s'intéresser à l'artiste schizophrène Adolf Wölfli. Parmi les compositions qui s'inspirent de cet artiste, citons la Symphonie no 4 (1981) et un opéra sur la vie de Wölfli The Divine Circus (1982).
L'originalité de Per Nørgård réside dans une personnalité riche qui a su assimiler plusieurs tendances complémentaires. L'une, qui fait appel à la spiritualité, au questionnement de la place de l'homme dans l'univers, l'autre, « terrestre », qui s'ancre dans les mathématiques, se réfère au nombre d'or, aux séries numérales, à l'expérimentation sonore, à la physique et la chimie. Per Nørgård, qui s'est lui-même qualifié de « nordique » dans les années 1950, réussit cette alchimie qui fait de lui un compositeur de tout premier plan.
Il meurt le 28 mai 2025 à Copenhague,.

## Prix
- Prix Lili-Boulanger (1957)[1]
- Prix musical du conseil nordique (1974)
- Prix Henrik-Steffens (de) (1988)[1]
- Prix Léonie-Sonning (1996)
- Prix Sibelius de Wihuri (2006)
- Prix Ernst-von-Siemens (2016)

## Œuvres (sélection)
- Toccata pour piano (1949)
- Sonate pour piano n°1 (1952, rév. 1956)
- Sinfonia austera (Symphonie nº 1) (1954-1955)
- Tryptichon (1957)
- Sonate pour piano nº 2 (1957)
- Constellations pour 12 cordes (1958)
- Fragments VI (1959-61)
- Dommen (Le jugement), oratorio (1962)
- Labyrinten, opéra (1963)
- Den unge mand skal giftes, ballet (1964)
- Anatomic Safari pour accordéon (1967)
- Iris, Luna et Voyage à travers l'écran d'or, trilogie orchestrale (1967-1968)
- Symphonie nº 2 (1970)
- Gilgamesh, opéra-épopée (1971)
- Symphonie nº 3 (1973-1976)
- Nova Genitura (1975)
- Seadrift (1978)
- Symphonie nº 4 (1981)
- The Divine Circus, opéra (1982)
- Concerto pour violon « Helle Nacht » (1986-1987)
- Symphonie nº 5 (1990)
- Concerto pour piano  « in due tempi » (1994-1095)
- Symphonie nº 6 (1998-1999)
- Symphonie nº 7 (2006)
- 10 quatuors à cordes